# چستر (ایلینوی)
چستر، ایلینوی (به انگلیسی: Chester, Illinois) یک شهر در ایالات متحده آمریکا با جمعیت ۸٬۵۸۶ نفر است که در ایلی‌نوی واقع شده‌است.

## موقعیت جغرافیایی
موقعیت جغرافیایی شهرها و مناطق اطراف به شرح زیر است: